# Caucourt
Caucourt est une commune française située dans le département du Pas-de-Calais en région Hauts-de-France. Ses habitants sont appelés les Caucourtois.
La commune fait partie de la communauté d'agglomération de Béthune-Bruay, Artois-Lys Romane qui regroupe 100 communes et compte 275 327 habitants en 2021.

## Géographie

### Localisation
Localisée dans le sud-est du département du Pas-de-Calais, Caucourt est une commune située, à vol d'oiseau, à 8 km au sud de la commune de Bruay-la-Buissière et à 15 km au sud-ouest de la commune de Béthune (chef-lieu d'arrondissement).
Le territoire de la commune est limitrophe de ceux de six communes.
Les communes limitrophes sont  Béthonsart, Cambligneul, Estrée-Cauchy, Gauchin-Légal, Mingoval et Villers-Châtel.

### Géologie et relief
La superficie de la commune est de 5,51 km2 ; son altitude varie de 94  à   157 m.

### Hydrographie
Le territoire de la commune est situé dans le bassin Artois-Picardie.
C'est dans la commune que le ruisseau de Caucourt, petit cours d'eau naturel de 4,66 km, prend sa source et se jette dans la Brette au niveau de la commune de Fresnicourt-le-Dolmen.

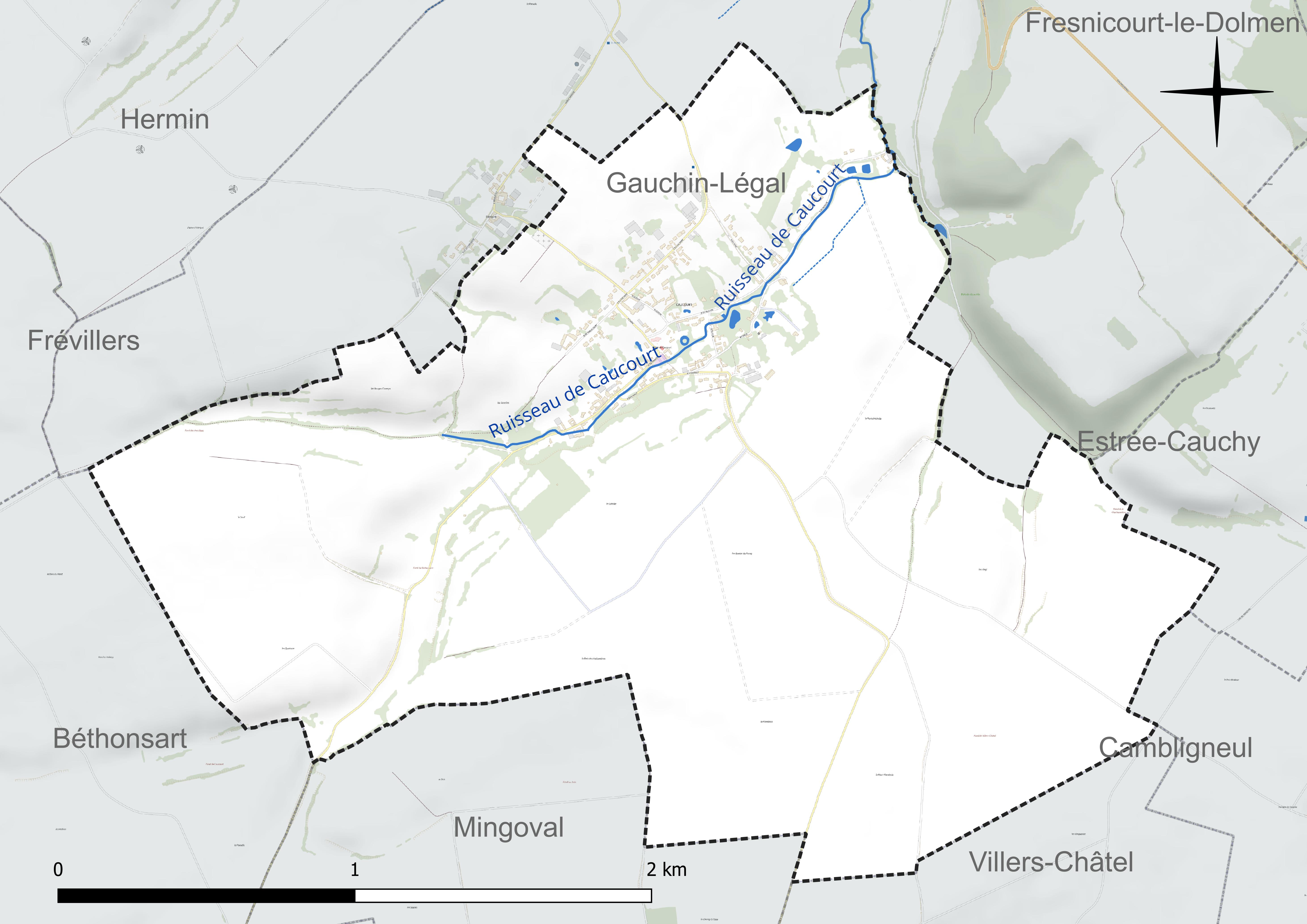
Réseau hydrographique de Caucourt.

### Climat
Pour des articles plus généraux, voir Climat des Hauts-de-France et Climat du Pas-de-Calais.
En 2010, le climat de la commune est de type climat des marges montargnardes, selon une étude du CNRS s'appuyant sur une série de données couvrant la période 1971-2000. En 2020, Météo-France publie une typologie des climats de la France métropolitaine dans laquelle la commune est exposée à un climat océanique et est dans la région climatique Côtes de la Manche orientale, caractérisée par un faible ensoleillement (1 550 h/an) ; forte humidité de l’air (plus de 20 h/jour avec humidité relative > 80 % en hiver), vents forts fréquents.
Pour la période 1971-2000, la température annuelle moyenne est de 9,9 °C, avec une amplitude thermique annuelle de 14,1 °C. Le cumul annuel moyen de précipitations est de 830 mm, avec 13 jours de précipitations en janvier et 9,2 jours en juillet. Pour la période 1991-2020, la température moyenne annuelle observée sur la station météorologique la plus proche, située sur la commune de Lillers à 19 km à vol d'oiseau, est de 11,1 °C et le cumul annuel moyen de précipitations est de 731,5 mm,. Pour l'avenir, les paramètres climatiques de la commune estimés pour 2050 selon différents scénarios d'émission de gaz à effet de serre sont consultables sur un site dédié publié par Météo-France en novembre 2022.

### Milieux naturels et biodiversité

#### Espèces faunistiques et floristiques
Le site de l’Inventaire national du patrimoine naturel (INPN) recense 58 espèces faunistiques et floristiques sur le territoire de la commune dont 36 protégées et 7 menacées et quasi-menacées.

## Urbanisme

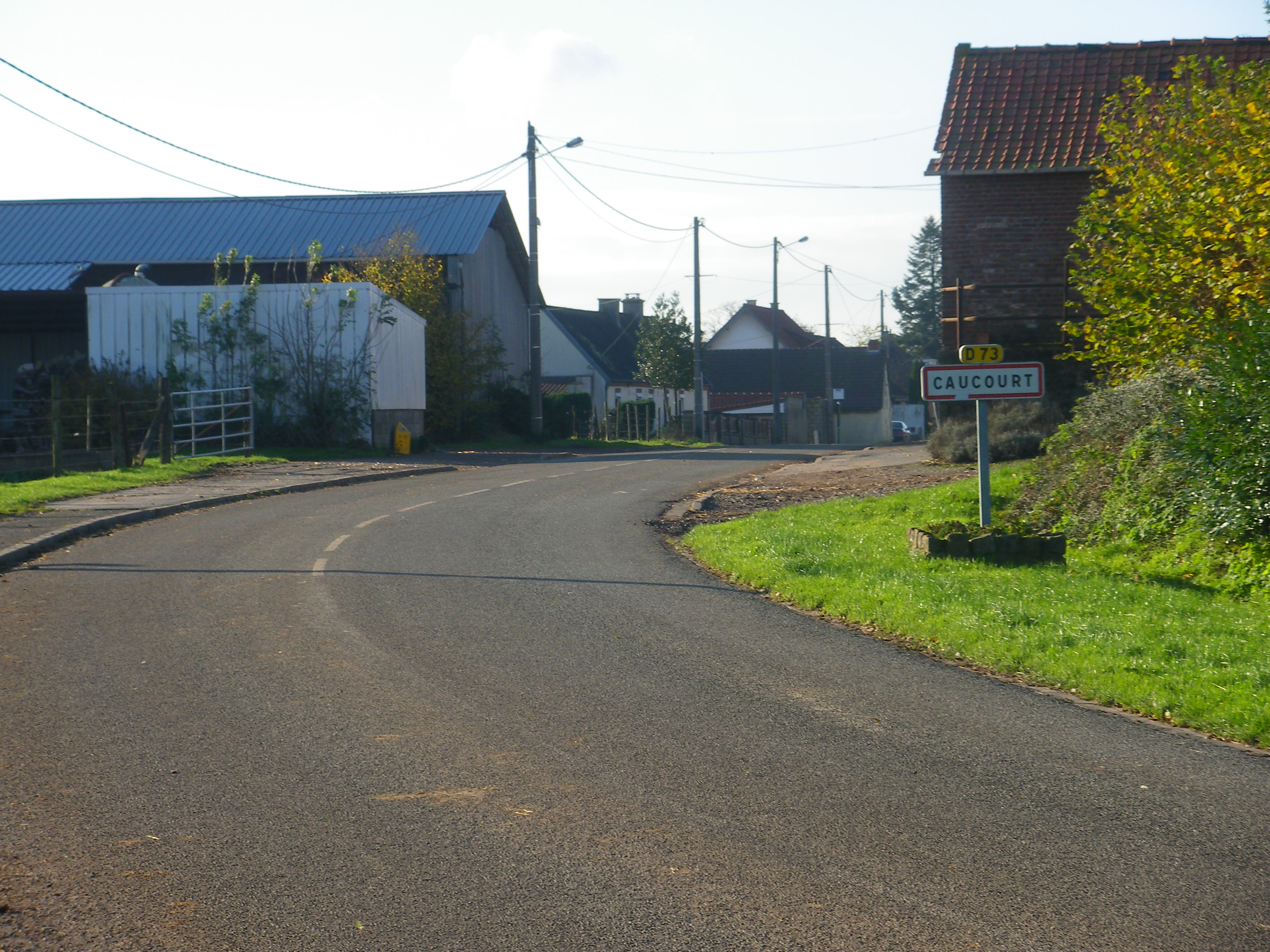
Panneau d'entrée de la commune.

### Typologie
Au 1er janvier 2024, Caucourt est catégorisée commune rurale à habitat dispersé, selon la nouvelle grille communale de densité à sept niveaux définie par l'Insee en 2022.
Elle est située hors unité urbaine. Par ailleurs la commune fait partie de l'aire d'attraction d'Arras, dont elle est une commune de la couronne,. Cette aire, qui regroupe 163 communes, est catégorisée dans les aires de 50 000 à moins de 200 000 habitants,.

### Occupation des sols
L'occupation des sols de la commune, telle qu'elle ressort de la base de données européenne d’occupation biophysique des sols Corine Land Cover (CLC), est marquée par l'importance des territoires agricoles (93,5 % en 2018), une proportion identique à celle de 1990 (93,5 %). La répartition détaillée en 2018 est la suivante : 
terres arables (71,9 %), prairies (21,6 %), zones urbanisées (6,5 %). L'évolution de l’occupation des sols de la commune et de ses infrastructures peut être observée sur les différentes représentations cartographiques du territoire : la carte de Cassini (XVIIIe siècle), la carte d'état-major (1820-1866) et les cartes ou photos aériennes de l'IGN pour la période actuelle (1950 à aujourd'hui).

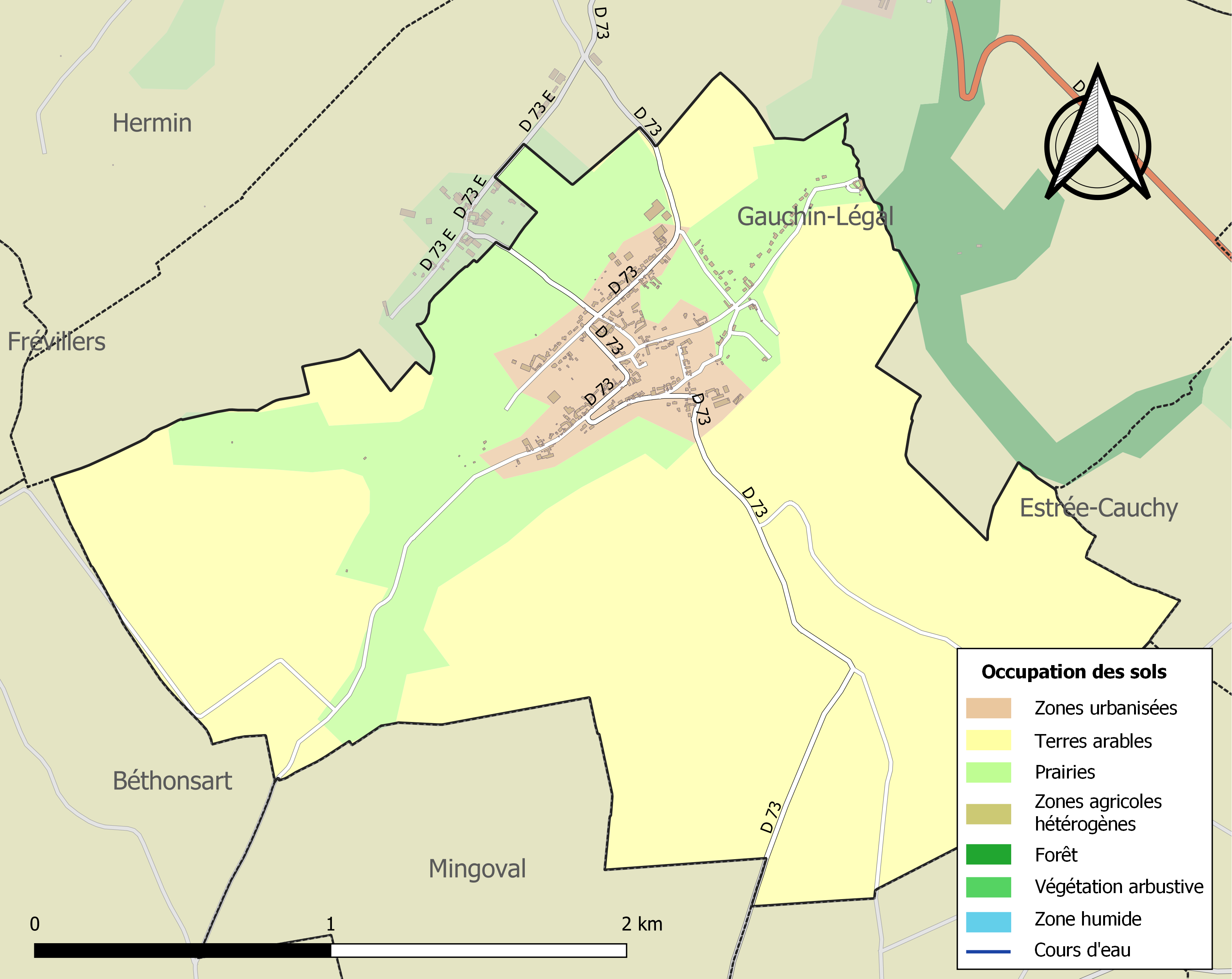
Carte des infrastructures et de l'occupation des sols de la commune en 2018 (CLC).

### Voies de communication et transports

#### Voies de communication
La commune est desservie par la route départementale D 73.

#### Transports
La commune se trouve à 24 km, à l'est, de la gare de Lens desservie par des TGV inOui et des trains régionaux du réseau TER Hauts-de-France.

## Toponymie
Le nom de la localité est attesté sous les formes Cauhescurt, Cauescurt (1154-1159) ; Cauhescort (1194) ; Cawecort (1194) ; Causcort (1196) ; Causcourt (1213) ; Kaucort (1213) ; Causcort (1215) ; Causcourt (1227) ; Chauecort (1224) ; Chauescort (1236) ; Cauescort (1242) ; Cauecourt (1261) ; Cauwecourt (1309) ; Kaukourt (1318) ; Caucort (1329) ; Cauhelcourt (XVIIIe siècle) ; Caveourt (1720) ; Caucourt (XVIIIe siècle), Caucourt depuis 1793 et 1801.

## Histoire
Caucourt était une seigneurie dans la société d'ancien régime, d'avant la Révolution française.
Famille Gaultier : le 25 février 1582, est rendue une sentence de noblesse en faveur de Charles Gaultier, demeurant à Averdoing, bailli général des terres et seigneuries de Beaurepaire, Beaumont, Caucourt, fils de Jean, à son trépas greffier du bailliage de Lens; ce dernier, était fils de Louis lui-même frère de maître Jacques Gaultier, en son temps chapelain domestique de Charles V empereur (Charles Quint), qui avait obtenu des lettres d'anoblissement tant pour lui que pour ses frères Louis et Guillaume Gaultier, le 6 août 1524, et dont le dit Charles demande l'enregistrement.

## Politique et administration

### Découpage territorial
La commune se trouve dans l'arrondissement de Béthune du département du Pas-de-Calais, depuis 1801.

#### Commune et intercommunalités
La commune est membre de la communauté d'agglomération de Béthune-Bruay, Artois-Lys Romane.

#### Circonscriptions administratives
La commune est rattachée au canton de Houdain de 1801 à 2014, puis depuis 2015 au canton de Bruay-la-Buissière.

#### Circonscriptions électorales
Pour l'élection des députés, la commune fait partie de la dixième circonscription du Pas-de-Calais.

### Élections municipales et communautaires

#### Liste des maires
| Période                                  | Période                      | Identité           | Étiquette | Qualité                                         |
| ---------------------------------------- | ---------------------------- | ------------------ | --------- | ----------------------------------------------- |
| Les données manquantes sont à compléter. |                              |                    |           |                                                 |
| mars 2001                                | 2008                         | Joël Dericquebourg | PS        |                                                 |
| 2008                                     | 2014                         | Alfred Reschke     |           |                                                 |
| 2014                                     | En cours (au 5 février 2022) | Danièle Philippe   |           | Ancienne cadre Réélue pour le mandat 2020-2026, |

### Politique de développement durable
La commune a engagé une politique de développement durable en lançant une démarche d'Agenda 21 en 2010.

## Équipements et services publics

### Justice, sécurité, secours et défense
La commune dépend du tribunal judiciaire de Béthune, du conseil de prud'hommes de Béthune, de la cour d'appel de Douai, du tribunal de commerce d'Arras, du tribunal administratif de Lille, de la cour administrative d'appel de Douai et du tribunal pour enfants de Béthune.

## Population et société

### Démographie
Les habitants sont appelés les Caucourtois.

#### Évolution démographique
L'évolution du nombre d'habitants est connue à travers les recensements de la population effectués dans la commune depuis 1793. Pour les communes de moins de 10 000 habitants, une enquête de recensement portant sur toute la population est réalisée tous les cinq ans, les populations de référence des années intermédiaires étant quant à elles estimées par interpolation ou extrapolation. Pour la commune, le premier recensement exhaustif entrant dans le cadre du nouveau dispositif a été réalisé en 2007.

En 2022, la commune comptait 332 habitants, en évolution de −4,05 % par rapport à 2016 (Pas-de-Calais : −0,72 %, France hors Mayotte : +2,11 %).
| 1793 | 1800 | 1806 | 1821 | 1831 | 1836 | 1841 | 1846 | 1851 |
| ---- | ---- | ---- | ---- | ---- | ---- | ---- | ---- | ---- |
| 360  | 355  | 380  | 397  | 389  | 367  | 396  | 372  | 410  |

| 1856 | 1861 | 1866 | 1872 | 1876 | 1881 | 1886 | 1891 | 1896 |
| ---- | ---- | ---- | ---- | ---- | ---- | ---- | ---- | ---- |
| 379  | 356  | 371  | 360  | 416  | 403  | 340  | 341  | 334  |

| 1901 | 1906 | 1911 | 1921 | 1926 | 1931 | 1936 | 1946 | 1954 |
| ---- | ---- | ---- | ---- | ---- | ---- | ---- | ---- | ---- |
| 341  | 335  | 295  | 293  | 288  | 275  | 282  | 263  | 285  |

| 1962 | 1968 | 1975 | 1982 | 1990 | 1999 | 2006 | 2007 | 2012 |
| ---- | ---- | ---- | ---- | ---- | ---- | ---- | ---- | ---- |
| 284  | 283  | 268  | 275  | 270  | 277  | 310  | 315  | 337  |

| 2017 | 2022 | - | - | - | - | - | - | - |
| ---- | ---- | - | - | - | - | - | - | - |
| 346  | 332  | - | - | - | - | - | - | - |

#### Pyramide des âges
En 2018, le taux de personnes d'un âge inférieur à 30 ans s'élève à 33,2 %, soit en dessous de la moyenne départementale (36,7 %). De même, le taux de personnes d'âge supérieur à 60 ans est de 21,5 % la même année, alors qu'il est de 24,9 % au niveau départemental.
En 2018, la commune comptait 163 hommes pour 178 femmes, soit un taux de 52,2 % de femmes, légèrement supérieur au taux départemental (51,5 %).
Les pyramides des âges de la commune et du département s'établissent comme suit.
| Hommes | Classe d’âge | Femmes |
| ------ | ------------ | ------ |
| 0,6    | 90 ou +      | 0,6    |
| 5,6    | 75-89 ans    | 9,8    |
| 11,8   | 60-74 ans    | 14,3   |
| 26,1   | 45-59 ans    | 20,1   |
| 21,0   | 30-44 ans    | 23,7   |
| 14,8   | 15-29 ans    | 14,2   |
| 20,0   | 0-14 ans     | 17,4   |

| Hommes | Classe d’âge | Femmes |
| ------ | ------------ | ------ |
| 0,5    | 90 ou +      | 1,6    |
| 5,6    | 75-89 ans    | 8,9    |
| 16,7   | 60-74 ans    | 18,1   |
| 20,2   | 45-59 ans    | 19,2   |
| 18,9   | 30-44 ans    | 18,1   |
| 18,2   | 15-29 ans    | 16,2   |
| 19,9   | 0-14 ans     | 17,9   |

## Culture locale et patrimoine

### Lieux et monuments
- L'église Saint-Pierre.
- La chapelle Notre-Dame-de-la-Nativité.
- La chapelle Notre-Dame-de-Lourdes.
- Le monument aux morts[33].
- Le moulin à eau.
- Le portail de l'ancien château.

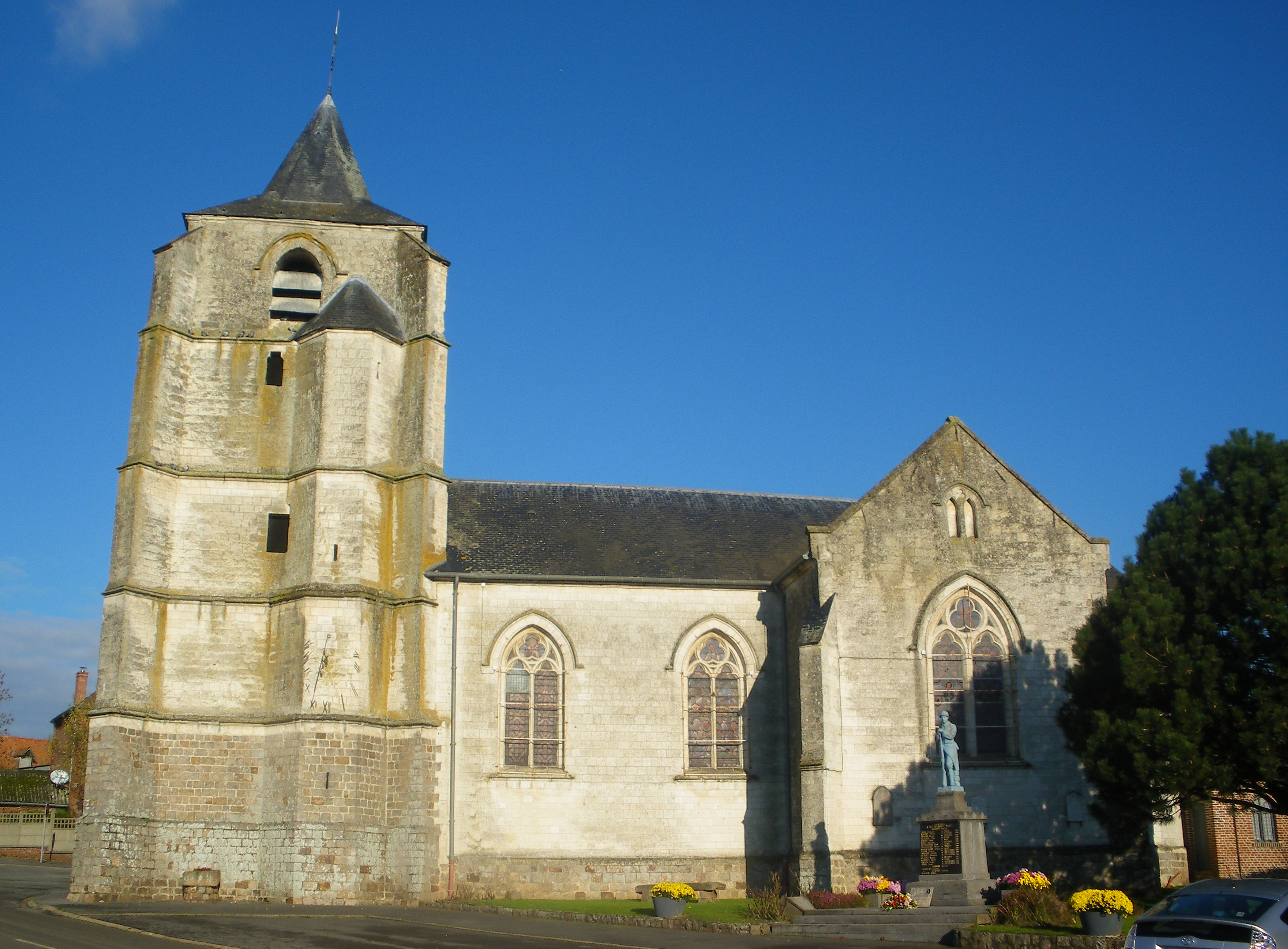
L'église.
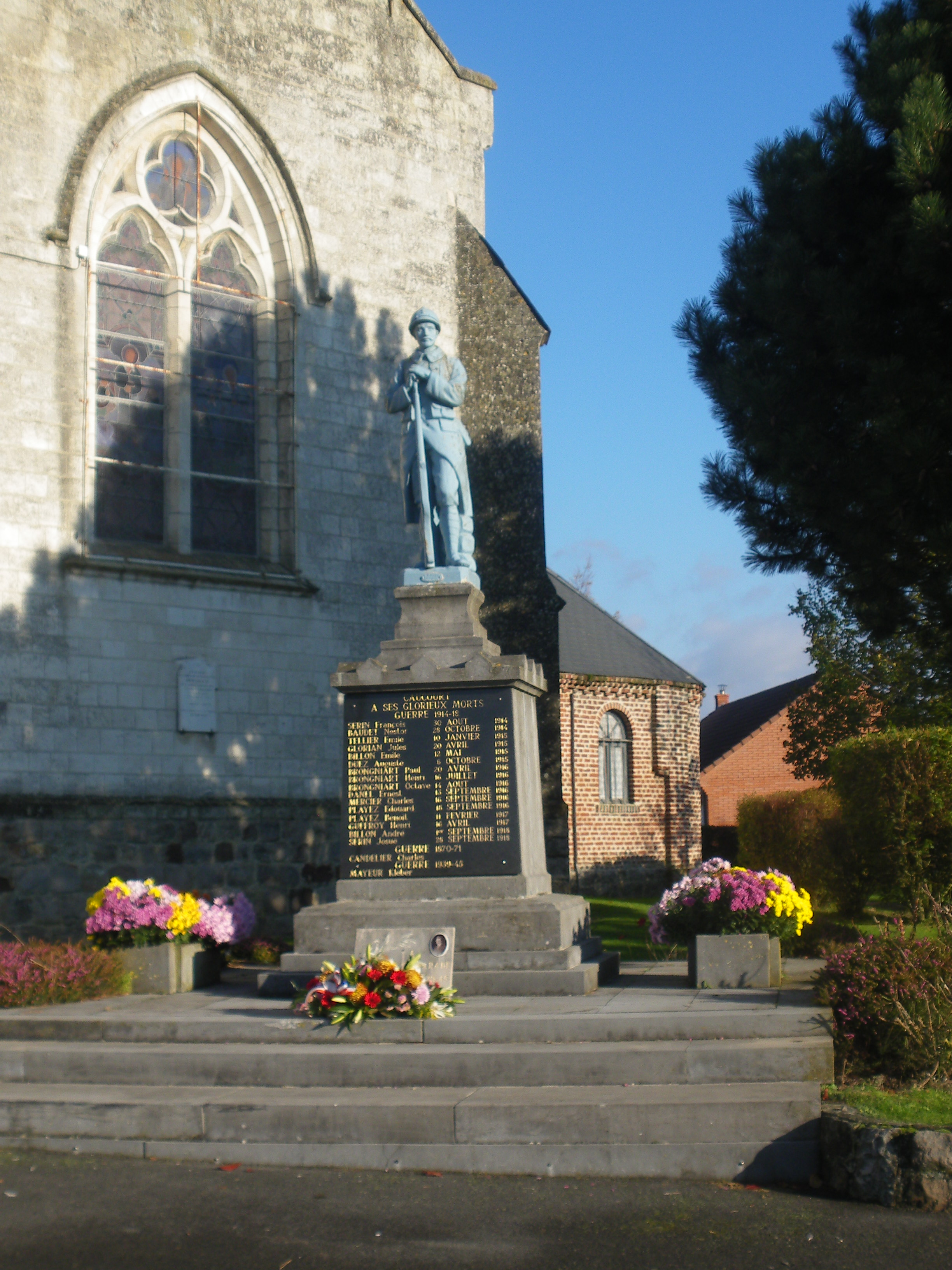
Le monument aux morts.
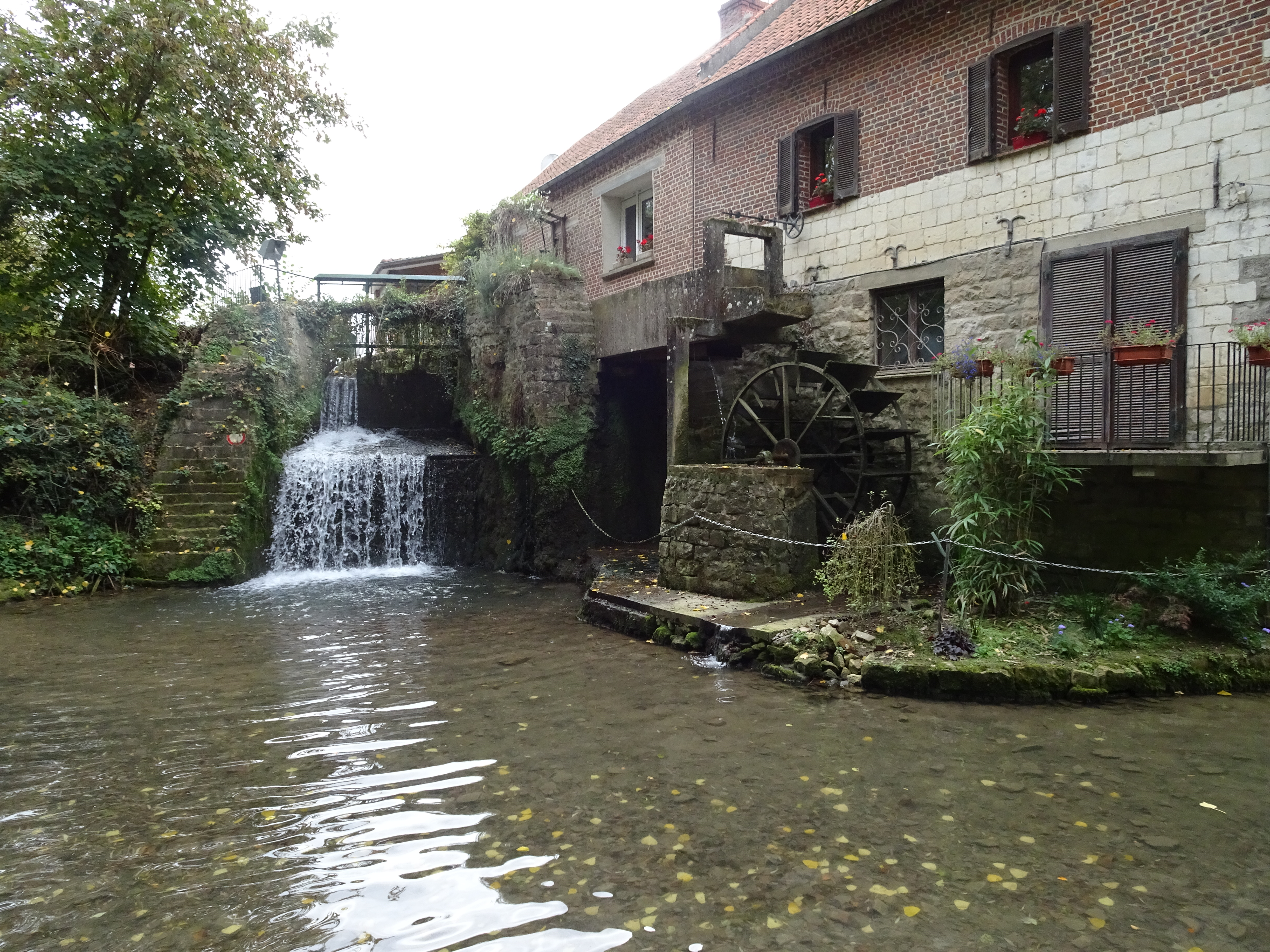
Le moulin à eau.

### Héraldique
| Blason de Caucourt | Blason  | Écartelé : aux 1er et 4e d'argent au lion de sinople, lampassé de gueules, armé et couronné d'or, aux 2e et 3e de sinople à trois besants d'argent. |
| Blason de Caucourt | Détails | Adopté par la municipalité le 6 février 1992. |

## Pour approfondir

#### Bases de données, dictionnaires et encyclopédies
- Ressources relatives à la géographie :   - Insee (communes)
  - Ldh/EHESS/Cassini
- Ressource relative à plusieurs domaines :   - Annuaire du service public français
- Notices d'autorité :   - BnF (données)